# Apopestes koreana
Apopestes koreana là một loài bướm đêm trong họ Erebidae.